# Irena Bobowska
Irena Bobowska (ur. 3 września 1920 w Poznaniu, zm. 27 lub 28 września 1942 w więzieniu Berlin Plötzensee) – polska poetka, członkini poznańskich organizacji konspiracyjnych podczas hitlerowskiej okupacji, ps. "Wydra".

## Życiorys
Była córką Teodora Bobowskiego i Zofii z domu Kraszewskiej. Jej ojciec był zaangażowany z działalność konspiracyjną, przed powstaniem wielkopolskim wykradł Niemcom dokumentację wojskową; został zamordowany w Katyniu w 1940. W wieku 2 lat przeszła chorobę Heinego-Medina, w wyniku której do końca życia jeździła na wózku inwalidzkim. Przez rodzinę i przyjaciół nazywana była Nenią. Uczęszczała do gimnazjum, a następnie liceum im. Dąbrówki w Poznaniu. Z jej inicjatywy powstała pierwsza biblioteka młodzieżowa przy Towarzystwie Czytelni Ludowych na Osiedlu Warszawskim w Poznaniu. Latem 1939 r. zgłosiła się w tajemnicy przed rodziną ochotniczo do "żywych torped". Po klęsce wrześniowej 1939 r., już w pierwszych tygodniach okupacji przystąpiła do działalności konspiracyjnej. Od listopada 1939 r. stała na czele redakcji podziemnego pisma pt. "Pobudka", od marca 1940 r. wydawanego przez Wojskową Organizację Ziem Zachodnich. Redakcja znajdowała się w domu Romana Kwiatkowskiego. Irena zajmowała się także pisaniem do niego artykułów oraz powielaniem i kolportażem. Przewoziła również tajną bibułę oraz broń.
20 czerwca 1940 r. została aresztowana przez Niemców wraz z pozostałymi członkami redakcji "Pobudki" i osadzona w Forcie VII. Wówczas mogła jeszcze przesyłać rodzinie paczki z brudną bielizną i otrzymywać je wypełnione chlebem, kilkoma dekagramami tłuszczu, cebulą oraz cukrem bądź słodkim pieczywem. Irena chowała w tych opakowaniach krótkie grypsy, w których pisała rodzinie, że wszystko jest w porządku. W Forcie VII zarekwirowano jej wózek inwalidzki, mimo że przez chorobę z dzieciństwa nie umiała chodzić. Była tam bita i głodzona. Następnie przeniesiono ją do więzienia we Wronkach, a stamtąd do berlińskiego Moabitu. W Berlinie 12 sierpnia 1942 r. stanęła przed sądem wojskowym. W trakcie rozprawy pozwolono jej zabrać głos. Wypowiedź trwała 30 minut i nie było w niej ani jednego słowa usprawiedliwienia, czy prośby o łaskę. Bobowska mówiła o czasie zaborów, germanizacji, okrucieństwach trwającej wojny. Na koniec dodała: "dziś wy mnie sądzicie, ale was będzie sądził ktoś wyższy". Otrzymała wyrok śmierci, który wykonano przez ścięcie na gilotynie 27 lub 28 września 1942 r. Pozostawiła po sobie więzienne wiersze, m.in. "Bo ja się uczę...", a także wiele rysunków.

## Upamiętnienie
Irena Bobowska jest patronką: 
- 344 Krakowskiej Drużyny Harcerek Altowianie, wchodzącej w skład drużyn ZHR XXI Szczepu Słowiki,
- 74 Poznańskiej Drużyny Harcerzy starszych "Hardo" z II Szczepu Drużyn Harcerskich i Zuchowych im. Jana Rodowicza „Anody” z hufca ZHP Poznań – Wilda im. Jana Kasprowicza,
- Drużyny Żeńskiej "Więź" działającej w szczepie "Błękitna Czternastka",
- 1 Poznańskiej Żeńskiej Drużyny Harcerskiej "Koniczyny".

9 listopada 2012 u zbiegu ulic Przybyszewskiego i Dąbrowskiego w Poznaniu stanęła tablica upamiętniająca Irenę Bobowską, a miejsce to nazwane zostało skwerem Ireny Bobowskiej.